# Luise Rainerová
Luise Rainerová (nepřechýleně Rainer; 12. ledna 1910 Düsseldorf, Německo – 30. prosince 2014 Londýn) byla herečka německého původu působící v Hollywoodu, kterou objevilo studio Metro-Goldwyn-Mayer. Je první ženou, která získala dva Oscary a zároveň prvním hercem, který je získal dva roky po sobě. Vzhledem k jejímu věku byla ke konci života nejstarším žijícím držitelem Ceny Akademie.

## Životopis

### Začátky
Luise Rainer se narodila 12. ledna 1910 v Düsseldorfu do židovské rodiny podnikatele Heinricha Rainera a jeho ženy Emilie Koenigsbergerové. Dětství strávila v německém Düsseldorfu a rakouské Vídni, kde také chodila do školy. Zalíbení našla v tanci a malování. Učitelkou ji byla Mary Wigman. Ve věku šestnácti let předvedla svůj divadelní debut v umělecké škole v Düsseldorfu. Přijala roli Wendly ve Wedekindově hře Frühlings Erwachen (čes. Procitnutí jara). Nahradila nemocnou herečku. Brzy na to dostala nabídku od Louise Dumonta a Gustava Lindemanna, kteří ji nakonec dali angažmá v Dumontově divadle. Tam začala působit od roku 1928. Hrávala ve hrách od Ibsena (Peer Gynt), Shakespearea (Něco za něco), nebo taky Pirandella (Šest postav hledá autora). Když se rozhodla pro hostování v divadle Ha-Bima, její otec byl silně proti. Na představení své dcery nechodil, stejně tak žádný z členů rodiny. Bylo to pro ně ponižující. Luise si nakonec vybrala Maxe Reinhardta a jeho uměleckou skupinu. Představení se konala ve Vídni, Berlíně a jiných evropských městech. Na vlastní kůži zažila požár Říšského sněmu v Berlíně 27. února 1933, což bylo považováno za nástup nacismu v Německu. Luise neváhala a chytla se příležitosti vycestovat do Spojených států. Její rodiče ji brzy následovali.

### Kariéra
Ještě před odjezdem hrála Luise v několika německých filmech. Hledač talentů z MGM, Bob Ritchie, si Luise v jednom představení Dreiserovy Americké tragédie všiml. Po stupňování napětí v Evropě, nabídce od MGM a po osobní tragédii, Luise Rainer vycestovala do USA. První měsíce bydlela v plážovém domku, které ji platilo studio. Při čekání na svou první americkou filmovou nabídku si krátila čas učením se anglického jazyka. Po prvotních deziluzích a rozpacích konečně získala roli a to v romantickém filmu Escapade, ve kterém jí partnera dělal William Powell. Pořád se psal rok 1935 a Luise udělala svůj americký debut..

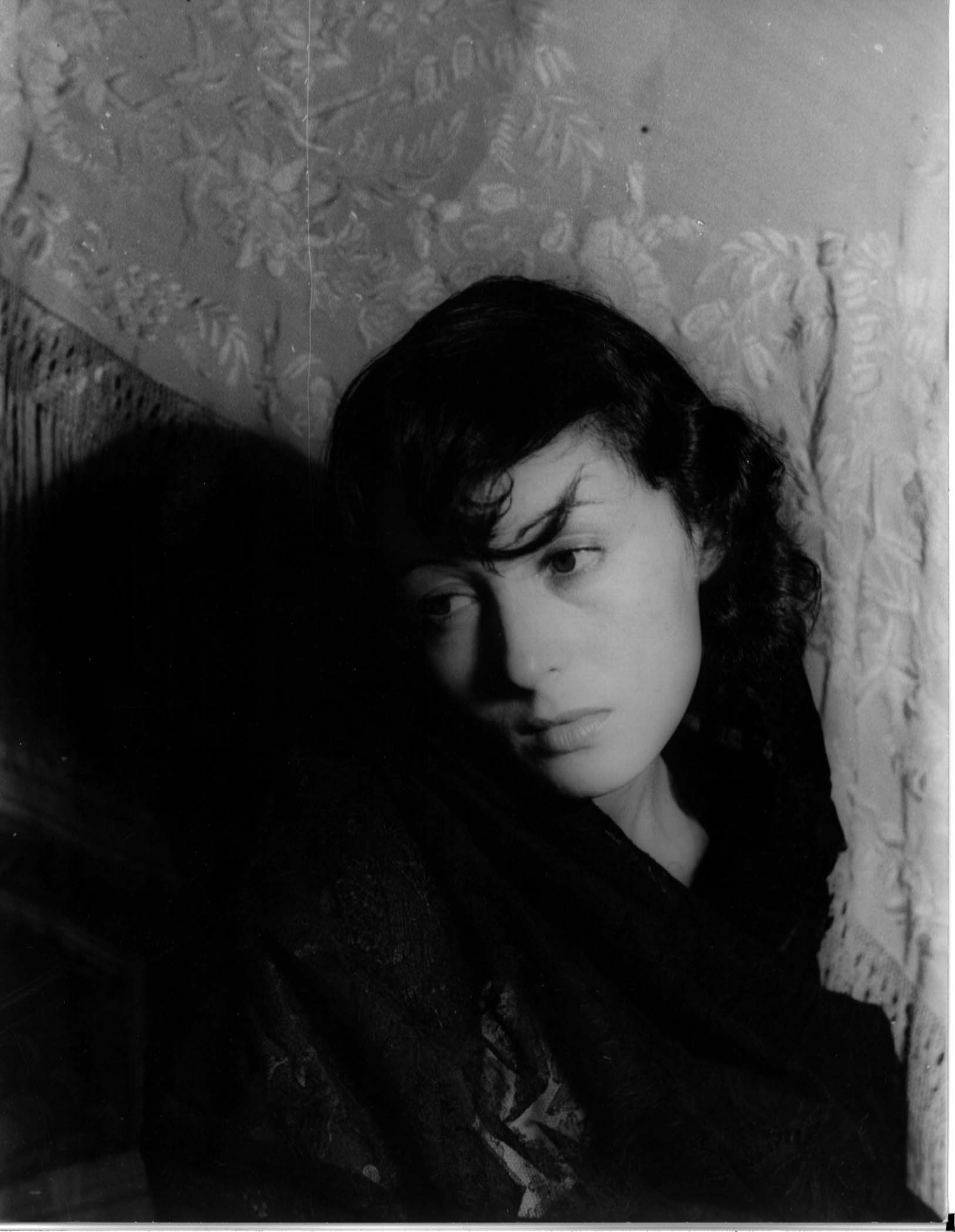
Luise v roce 1937

Po podepsání pětiletého kontraktu se studiem MGM a po filmové premiéře filmu Escapade dostala přezdívku nová Garbo. Druhá šance přišla v podobě hudebního filmu Velký Ziegfeld. V něm ztvárnila Annu Held, první manželku broadwayského impresária Florenze Ziegfelda. Ve snímku ji sekundovali William Powell a Myrna Loy. Film získal tři Oscary, jednoho z nich za hlavní ženskou roli pro Luise Rainer. Byl to její první Oscar. Hned dalším snímkem, Dobrá země, zlomila rekord. Stala se první ženou, která získala druhého Oscara a prvním hereckým umělcem, kterému se to povedlo dva roky po sobě. V tomto dramatickém filmu zahrála čínskou farmářku O-Lan. Partnera ji dělal Paul Muni.
V roce 1937 natočila ještě snímek Big City se Spencerem Tracy. O rok později jí Mayer nabídl hlavní roli ve filmu Dramatic School a v muzikálu o Straussovi The Great Waltz. Po těchto krátkých, byť úspěšných zkušenostech se kariéra Luise Rainer blížila ke konci. Po pětileté přestávce ještě natočila válečný snímek Hostages s Paulem Lukasem.
Sporadicky se však Luise objevila v několika televizních filmech a v roce 1997 získala malou roli v holandském snímku Hráč.

### Osobní život
Ještě před svým odjezdem do Států v lednu 1935, přišla Luise o svého snoubence při letecké nehodě.
První ze dvou manželství uzavřela Luise Rainer se scenáristou Cliffordem Odetsem 8. ledna 1937. O tři roky později se rozvedli. Druhým manželem se v roce 1945 stal newyorský nakladatel Robert Knittel, se kterým žila až do jeho smrti v roce 1989 ve Švýcarsku. Měli spolu jednu dceru, Francescu Knittel. Po smrti druhého manžela se přestěhovala do Londýna, kde zemřela ve věku 104 let. Obývala stejný byt ve čtvrti Belgravia, ve kterém žila jiná filmová legenda, Vivien Leighová.

## Zajímavosti
Na lodi Ile de France, která plula z Francie do New Yorku, a kterou Luise opouštěla v roce 1935 Evropu, ji dělali společnost ruský pěvec Fjodor I. Šaljapin a ruský violoncellista Michal Elman. Stýkala se s Albertem Einsteinem, Ernestem Hemingwayem a její oblíbenou herečkou byla Julia Roberts. V roce 2003 se ukázala na 75. ročníku udělování Oscarů, jako jedna z držitelů Ceny Akademie.
V září 2011 se Luise Rainer po mnoha letech vrátila do rodného Německa, aby se v Berlíně účastnila předání pocty v podobě hvězdy na tamějším bulváru celebrit.

## Filmografie

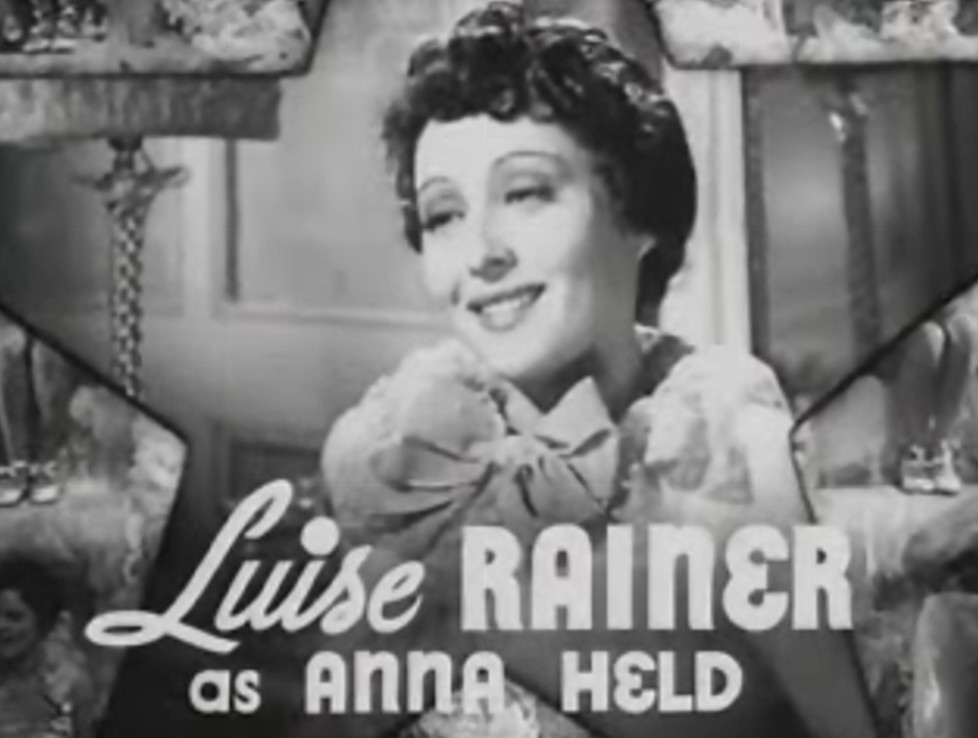
Luise Rainer jako Anna Held ve filmu Velký Ziegfield (1936)

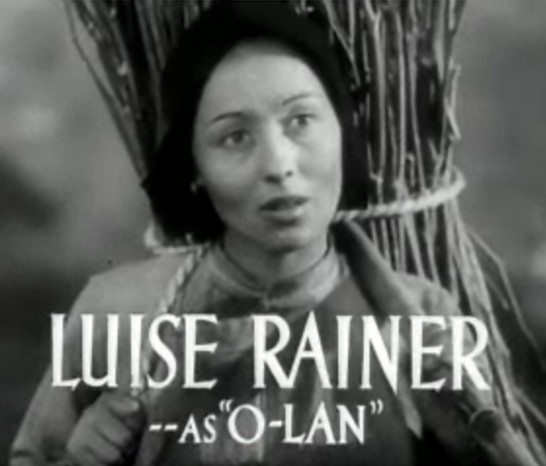
Luise Rainer jako O-Lan ve filmu Dobrá země (1937)

### Filmy
- 1932 Touha 202 (režie Max Neufeld)
- 1932 Madame hat Besuch (režie Carl Boese)
- 1933 Heut kommt's drauf an (režie Philipp Lothar Mayring)
- 1935 Escapade (režie Robert Z. Leonard)
- 1936 Velký Ziegfeld (režie Robert Z. Leonard)
- 1937 Dobrá země (režie Sidney Franklin, Gustav Machatý a Victor Fleming)
- 1937 The Emperor's Candlesticks (režie George Fitzmaurice)
- 1937 Ve víru velkoměsta (režie Frank Borzage)
- 1938 The Toy Wife (režie Richard Thorpe)
- 1938 The Great Waltz (režie Josef von Sternberg, Victor Fleming a Julien Duvivier)
- 1938 Dramatic School (režie Robert B. Sinclair)
- 1943 Hostages (režie Frank Tuttle)
- 1954 Der Erste Kuß (režie Erik Ode)
- 1997 Hráč (režie Károly Makk)
- 2003 Poem - Ich setzte den Fuss in die Luft, und sie trug (Hilde Domin) (režie Ralf Schmerberg)

### TV filmy
- 1949 By Candlelight (režie By Candlelight)
- 1963 Die kleinen Füchse (režie Heinrich Schnitzler)
- 1988 A Dancer (režie Doris Totten Chase)

### TV seriály
- 1949 Chevrolet Tele-Theatre (1 epizoda, režie Barry Bernard)
- 1950 a 1953 Lux Video Theatre (2 epizody, režie Fielder Cook a Richard Goode)
- 1951 Faith Baldwin Romance Theatre (1 epizoda, režie Joseph Johnston)
- 1952 Schlitz Playhouse of Stars (1 epizoda, režie Roy Kellino)
- 1954 Suspense (1 epizoda, režie Robert Stevens)
- 1950 a 1957 BBC Sunday-Night Theatre (2 epizody, režie Harold Clayton a Caro Burden)
- 1965 Combat! (1 epizoda, režie Bernard McEveety)
- 1984 The Love Boat (1 epizoda, režie Richard Kinon)

## Ocenění

### Oscar
- 1937 Herečka v hlavní roli – Velký Ziegfeld (cena)
- 1938 Herečka v hlavní roli – Dobrá země (cena)